# Прикарпаттрансгаз
УМГ «Прикарпаттрансгаз» — філія управління магістральних газопроводів «Прикарпаттрансгаз» ДК «Укртрансгаз» НАК «Нафтогаз України».

## Історія
Історія газової промисловості Прикарпаття наближається до 100 річного рубежу, відтоді як в 1910 році біля м. Калуш при пошуковому бурінні на копальнях з видобування калійної солі товариством «Калі» вперше виявлені поклади природного газу. Спочатку природний газ, яке паливо, використовувався у ліхтарях, що освітлювали вулиці міста Калуш, а в 1933 році розпочалася промислова експлуатація Калуського газового родовища.
В 1932 році відкрито Косівське газове родовище, промислова експлуатація якого розпочалася із 1949 р.
Перший магістральний газопровід Дашава-Моршин-Болехів-Долина-Вигода діаметром 125 мм був побудований на території Івано-Франківської області до 1939 року акціонерним товариством Вигодського хімкомбінату.
Прискорені темпи розвитку газовидобувна промисловість області набула в післявоєнні роки, коли в 50-х роках минулого сторіччя були відкриті Битківське, Кадобнянське, Гринівське, Ковалівське, Бабчинське та Бухтівецьке газові і газоконденсатні родовища.
Період з 1955 по 1966 роки ознаменований будівництвом потужних на той час магістральних газопроводів Угерсько-Івано-Франківськ, Косів-Чернівці, Угерсько-Івано-Франківськ-Чернівці та Пасічна-Тисмениця.
В цей час, в квітні 1960 року, в складі Станіславського Раднаргоспу організовано Станіславський газопромисел управління «Нафтохімпром», який в березні 1963 року перейменовано в Пасічнянський газопромисел, а згодом в Надвірнянське газопромислове управління об'єднання «Укрзахіднафтогаз».
В лютому 1966 року газопромислове управління реорганізовано в Івано-Франківське управління газопроводів (наказ № 20 від 05.02.1966 р. виробничого управління «Укргазпром»), яке в серпні 1970 року набуває статусу виробничого управління по транспортуванню та поставці газу (наказ Мінгазпрому СРСР № 132-орг від 07.07.1970 р.)
У 1977 році перейменоване в прикарпатське виробниче управліннямпо транспортуванню і поставці газу «Прикарпаттрансгаз» (із 01 липня 1977 р. ВО «Прикарпаттрансгаз» наказ Мінгазпрому СРСР № 114-орг від 19 травня 1977 р.).
В травні 1988 р. Прикарпатське виробниче об'єднання по транспорту газу «Прикарпаттрансгаз» перейменовано в управління магістральних газопроводів «Прикарпаттрансгаз» (наказ Мінгазпрому СРСР № 95-орг від 31.03.1988 р.)
Січень 1994 р. — На базі УМГ «Прикарпаттрансгаз» згідно з наказом Держкомітету України по нафті і газу від 19.01.1994 р. № 17 створено Дочірнє Підприємство «Прикарпаттрансгаз»
Листопад 1998 р. — ДП «Прикарпаттрансгаз» реорганізовано в управління магістральних газопроводів «Прикарпаттрансгаз» Дочірньої Компанії «Укртрансгаз» (наказ НАК «Нафтогаз України» № 5 від 23.11.1998 р.)
Управління «Прикарпаттрансгаз» на сьогодні є одним з найпотужніших підприємств газотранспортного комплексу України, яке надійно забезпечує транзит природного газу в країни Західної Європи та Балканського регіону, здійснює його постачання споживачам України.
Роки діяльності управління пов'язані з епохою будівництва системи магістральних газопроводів України ДУД-І, ДУД-ІІ, Київ-Захід України, «Союз», Більче-Волиця-Долина, Уренгой—Помари—Ужгород, Кременчук-Ананіїв-Богородчани, «Прогрес», Торжок-Долина, Ананіїв-Тираспіль-Ізмаїл, Хуст-Сату-Маре, яка на сьогоднішній день є ознакою потужного промислового потенціалу України, гарантом її енергетичної незалежності.

## Структура
Газотранспортна система управління в однонитковому обчисленні налічує 5134 км магістральних газопроводів та газопроводів-відгалужень.
Транспортування газу здійснюється 18 компресорними станціями (23 цехи), на яких встановлено 127 газоперекачувальних агрегатів, загальною потужністю 1121,9 МВт.
Подача газу споживачам здійснюється через 196 газорозподільчі станції.
Важливою ланкою виробничої діяльності управління є підземне зберігання газу в Богородчанському підземному сховищі активна потужність якого становить 2,3 млрд м3.
До складу підприємства входять:
- Богородчанське лінійно-виробниче управління магістральних газопроводів (ЛВУ МГ)(створене 1985 р.);
- Долинське ЛВУМГ(1966 р.);
- Закарпатське ЛВУМГ(1967 р.);
- Хустське ЛВУМГ(1977 р.);
- Одеське ЛВУМГ(1993 р.);
- Богородчанське виробниче управління підземного зберігання газу (ВУ ПЗГ)(1985 р.).

Газопроводи УМГ «Прикарпатрансгаз» обладнані наступними експортними газовимірювальними станціями (ГВС), які забезпечують заміри і облік газу при транспортуванні через територію України в країни Європи:
- Ужгород на кордоні з Словаччиною,
- Берегове (Закарпатська обл.) на кордоні з Угорщиною,
- Орлівка (Одеська обл.) на кордоні з Румунією,
- Олексіївка (Чернівецька обл.) на кордоні з Молдовою.
- Теково (Закарпатська обл.) на кордоні з Румунією
- Гребінники (Одеська обл.) на кордоні з Молдовою.

Крім об'єктів виробничого призначення, управління має відповідну соціально-побутову інфраструктуру — Богородчанське тепличне господарство, бази відпочинку в Карпатах (м. Яремче) і на Чорному морі (с. Затока), об'єкти торгівлі та громадського харчування. Велика увага приділяється медичному обслуговуванню працівників.

## Виробнича діяльність
Надійність роботи газотранспортної системи підтримується за рахунок проведення великого комплексу планово-профілактичних та ремонтних робіт, впровадження заходів нової техніки та передових технологій, сучасних технологій діагностування та енергозберігаючих технологій ремонту.
Одними із перших в системі ГТС України виконані роботи по внутрішньотрубній діагностиці магістрального газопроводу разом із фірмою «Розен Інжинірінг» (Німеччина) та їх діагностичних поршнів. Застосування даної технології дало можливість обстежити найбільш проблемні дільниці експортних магістральних газопроводів великого діаметра. Колективом підприємства на рівні винаходу були розроблені теоретичні основи та, експериментально, модель мобільних камер запуску — прийому очисних та діагностичних пристроїв для газопроводів малих діаметрів (до 500 мм), що дало можливість проводити внутрішньотрубну дефектоскопію міжрегіональних та роздільних газопроводів.
Широко використовуються нові методи ремонту дефектів тіла труби і зварних стиків газопроводу, (розроблено інститутом електрозварювання ім. Патона), шляхом встановлення ремонтних муфт та підсилення тіла труби композитними матеріалами. Застосовуються підсилюючі бандажі, технології ремонту протяжних дільниць газопроводів та ліквідація витоків газу на запірній арматурі без зупинки транспортування газу і технологічних витрат на його стравлювання.
Впроваджена технологія ремонту корозійного пошкодження дільниць методом «Clock Spring» (США).
Великий економічний ефект отримано від застосування технологій відновлення на вітчизняних підприємствах деталей та агрегатів імпортного компресорного обладнання.
Велика увага приділяється автоматизації та телемеханізації виробництва, підвищенню рівня захищеності газопроводів та вдосконаленню систем обліку газу. Так, одним з перших в системі ДК «Укртрансгаз» управління впровадило систему телемеханічного керування магістральними газопроводами «Серк Контролз» (Велика Британія).
Станом на березень 2021 — підприємство ліквідовано.
Центральний офіс ДК УМГ «Прикарпаттрансгаз» — орендовано адміністрацією області.